# Cerco a Lourosa
O Cerco a Lourosa aconteceu no dia 14 de Outubro de 1964, na então aldeia de Lourosa, Município de Santa Maria da Feira, Portugal. A Igreja queria transferir o padre Damião, mas o povo, liderado pelas mulheres da terra não deixaram, fazendo vigias durante vários dias à porta da igreja, reclamando «Damião é nosso!». 
A mando de Salazar, centenas de militares da GNR armados cercaram a aldeia, mataram duas jovens e feriram mais vinte pessoas.

## O cerco
Tudo começou com a vinda do padre Damião Bastos, de 26 anos, para Lourosa, em 1963, para ajudar o sacerdote Benjamim Soares. O jovem padre rapidamente conquistou os lourosenses. Só cobrava serviços a quem pudesse pagar, confraternizava em cafés e jogos de bilhar, visitava os trabalhadores nas fábricas de transformação de cortiça, jogava à bola com as crianças. Dos mais ricos aos mais pobres, Damião tinha a simpatia de todos. A sua postura progressista para a época não foi, contudo, vista com bons olhos e, largos meses depois do padre Benjamim falecer, o padre Damião é chamado ao Paço Episcopal. Na quinta-feira, dia 8 de Outubro, é-lhe comunicado que terá de abandonar Lourosa por decisão do administrador apostólico da Diocese do Porto, D. Florentino de Andrade e Silva, que substituía, na altura, o Bispo do Porto, D. António Ferreira Gomes, então no exílio.
A ideia era que Damião deixasse a freguesia, no sábado, e a população fosse confrontada “já com o facto consumado” na missa dominical, mas a notícia espalhou-se e os protestos irromperam. À semelhança do que já tinha acontecido noutras freguesias, os populares acreditaram que se contestassem a decisão do bispo, este acabaria por manter o padre.
Tamanha resistência popular em período salazarista levou a uma intervenção militar. A aldeia foi cercada a 14 de Outubro de 1964, com militares e jipes. Ninguém entrava, ninguém saía. Em resposta a um povo "armado" com pedras e objectos que havia ali à mão, os militares dispararam dezenas de tiros. Morreram duas jovens, Rosa Vilar da Silva, com 18 anos, foi atingida com um tiro na cabeça, quando tentava passar pela multidão para ir para casa cozinhar para os irmãos e Maria de Lourdes, de 17 anos, que também morreu atingida por uma bala. Deste cerco resultaram ainda cerca de vinte feridas, todas mulheres, pois eram estas que estavam na linha da frente, acreditando-se que os militares se retrairiam perante mulheres.